# جان هاپکینسون
 جان هاپکینسون (انگلیسی: John Hopkinson؛ زاده ۲۷ ژوئیهٔ ۱۸۴۹ درگذشته ۲۷ اوت ۱۸۹۸) یک فیزیک‌دان اهل انگلستان بود.